# ルイス1世 (スペイン王)
ルイス1世（スペイン語：Luis I, 1707年8月25日 - 1724年8月31日）は、ボルボン朝第2代のスペイン国王（在位：1724年）。在位わずか7か月で没し、在位期間が極端に短い君主の1人に数えられる。

## 生涯
スペイン王フェリペ5世と最初の王妃マリア・ルイサ・デ・サボヤの第1子・長男としてマドリードのブエン・レティーロ宮殿で誕生。洗礼名はルイス・フェリペ・フェルナンド・ホセ（Luis Felipe Fernando José de Borbón y Saboya）で、先頭に来る「ルイス」は父王の父方祖父であるフランス王ルイ14世に因んだものである。誕生時点からスペイン王位の法定推定相続人であり、1709年4月正式に王位継承者の帯びるアストゥリアス公の称号を得た。
父フェリペ5世の開いた新王朝の安定のため、ルイスには早く妻を得て王朝の新世代を生み出すことが求められた。1722年1月20日、14歳のルイスはフランス摂政オルレアン公フィリップ2世と曾祖父ルイ14世の妾腹第二ブロワ姫の間の娘で12歳のルイーズ・エリザベート（ルイサ・イサベル）と、レルマにて結婚した。幼い妻は400万リーヴルもの巨額の花嫁持参金をスペイン王室にもたらした。
ルイスは1724年1月14日の父の譲位により即位してから、7か月後に天然痘に倒れ亡くなるまでの短い期間、王として君臨した。しかしフェリペ5世は隠居所のサン・イルデフォンソ宮殿からルイスの国政運営に介入し続けたため、ルイスは父王の時代に登用されていなかった者を側近に取り立て、父に対抗した。ルイスは、スペイン継承戦争で喪失したイタリア領の回復に傾注する父王と継母エリザベッタ・ファルネーゼのそれまでの政策に否定的で、むしろスペインの将来はアメリカ植民地にあると考えていた。17歳の誕生日を迎えて間もないルイスの突然の死により、父王が復位した。ルイスはエル・エスコリアル修道院内の国王墓所に葬られたボルボン朝最初の王となった。

## 人物
ルイスは背が高くほっそりした体型で、金髪の持ち主だった。しかし顔立ちは母方祖父のサルデーニャ王ヴィットーリオ・アメデーオ2世によく似ており、お世辞にも魅力的とは言い難かった。これとは別に両腕にやや不自由があり、ルイスは虚弱だと見られていた。
ルイスの性格についてはあまり証言がない。外交官で文筆家のサン・フェリペ侯爵によれば、ルイス王は「非常に開明的かつ寛大な方で、誰にでも気持ちよく接することができる」。しかし彼の中では開明性よりも宗教上の信心の深さの方がはるかに勝っており、宗教的寛容の問題を為政者として国政に持ち込むことは決してなかった。他の同時代人は、ルイスの中には父親から受け継いだ知性と愛嬌、母親から受け継いだ道徳心と宗教的畏怖心が混在している、と評した。
少なからぬ数の歴史家が、ルイスが父フェリペ5世のように性生活に積極的だったかどうか議論している。ルイスは両性愛者だともっぱらの評判で、ヴェルサイユ宮殿から送り込まれた召使の中に同性愛の手ほどきをする者がいて、王子のそうした性的指向を刺激したと言われている。小児性愛者だと言われていたラコット（Lacotte）という人物が、勃起不全だと噂されていたルイス王子を誘惑するためヴェルサイユからスペイン宮廷に送り込まれ、ルイスの召使となって王子に（同性愛的な）性の手ほどきをした、と歴史家たちは信じている。W・クラーク（W. Clarke）は次のように記述する、「スペイン王太子は自分の開いた宴会でいつも大勢の少年少女を侍らせており、少年少女どちらをも相手にするエロティックなゲームに興じていた」。そしてルイスの性生活を風刺する次のようなバラッドがマドリードの街角で謡われていた：「母親のように激しやすく、父親のように好色で、継母のように野心的、そしてオナン主義者［性倒錯者］のように少年を好む」。

## ギャラリー

スペイン継承戦争で王位を争っていたフェリペ5世陣営が、王の嫡男ルイス誕生を宣伝するため作成した版画、ルイス王子は女官長ウルシノス夫人（英語版）に抱かれ洗礼式に臨んでいる、1708年、フランス国立図書館蔵
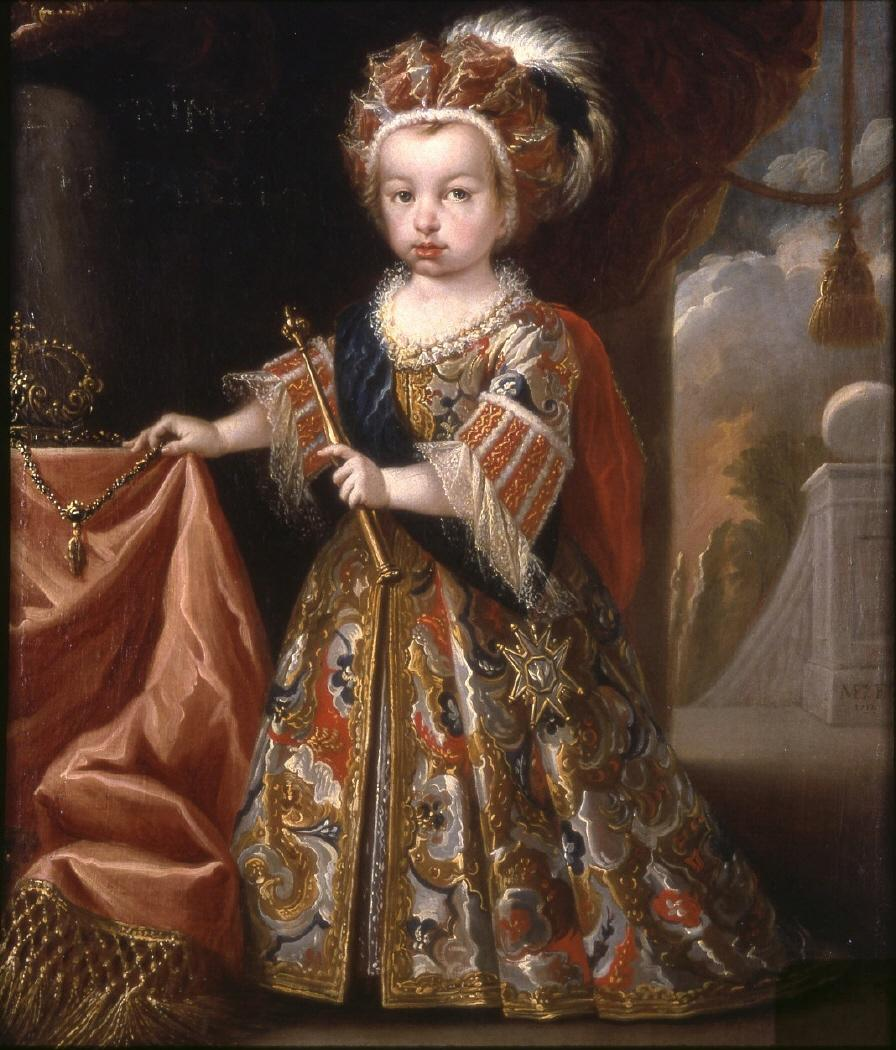
アストゥリアス公ルイス、ミゲル・ハシント・メレンデス（スペイン語版）画、1712年、セラルボ美術館（英語版）蔵
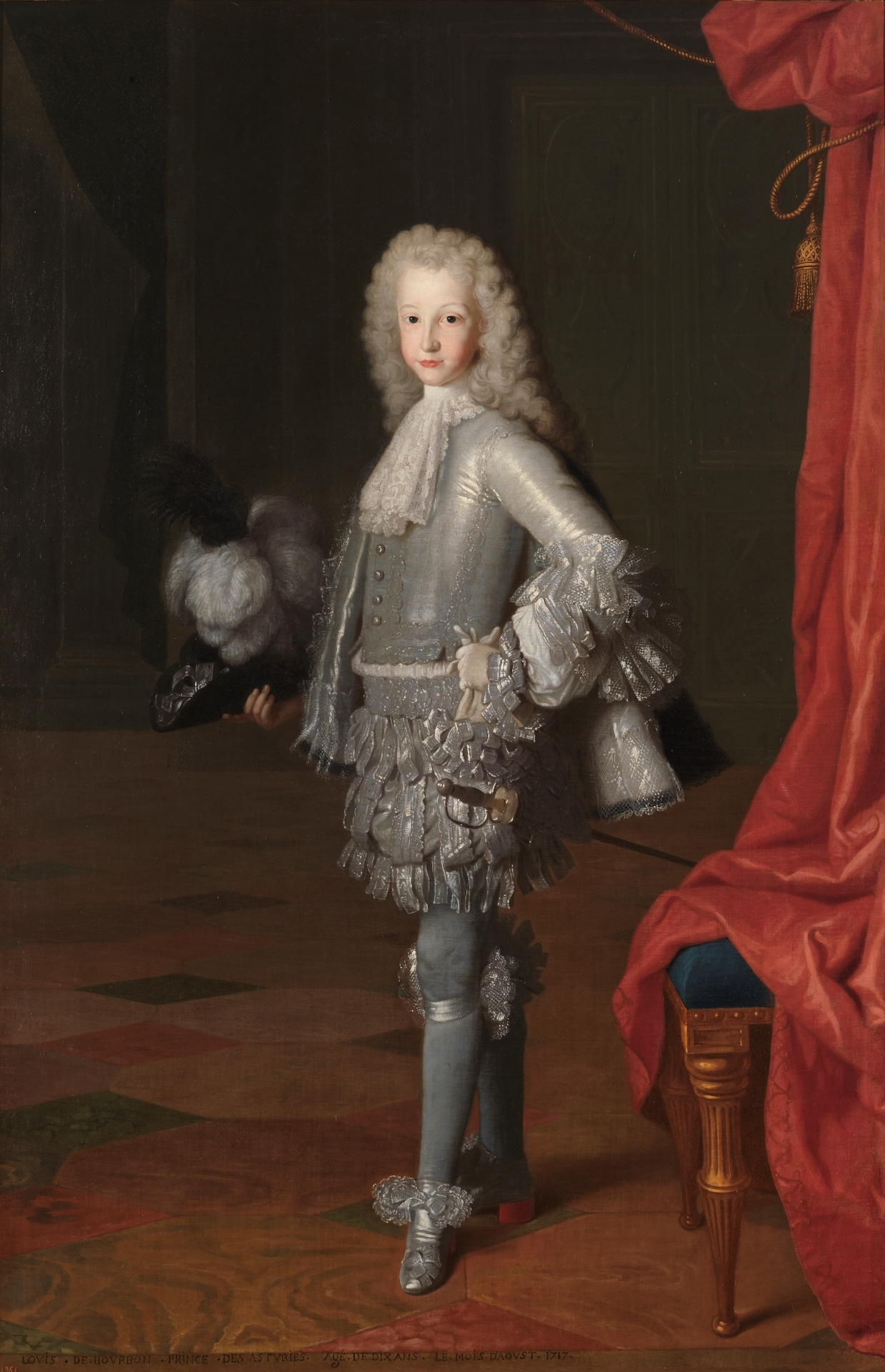
アストゥリアス公ルイス、ミシェル＝アンジュ・ウアス画、1717年、プラド美術館蔵
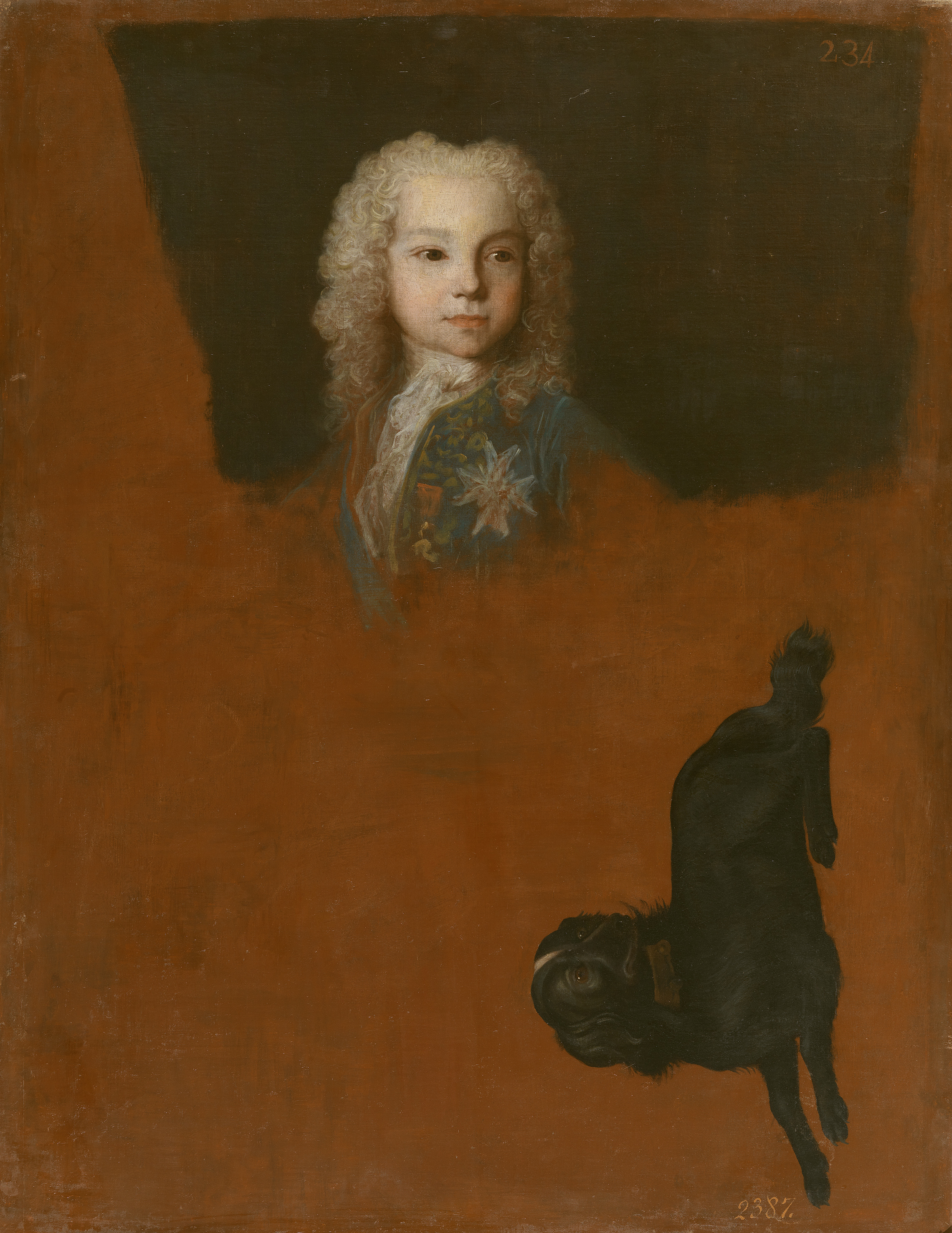
ルイスの書きかけの肖像画に黒い犬の座像を上書きした絵画作品、ルイスの公式肖像画を担当したJ・ランク（英語版）によると考えられる、プラド美術館蔵
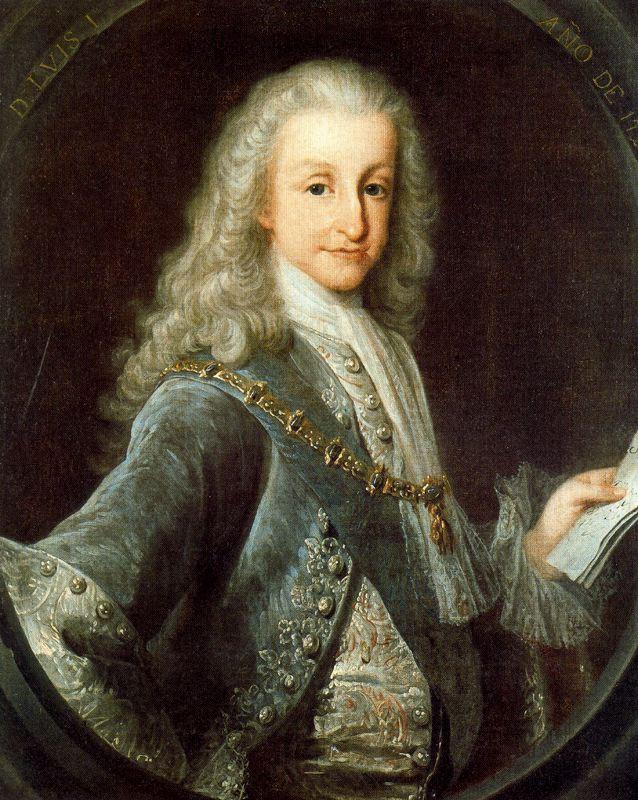
金羊毛勲章を付け、左手に手紙を持つ国王ルイス1世の肖像、ミゲル・ハシント・メレンデス画、1724年
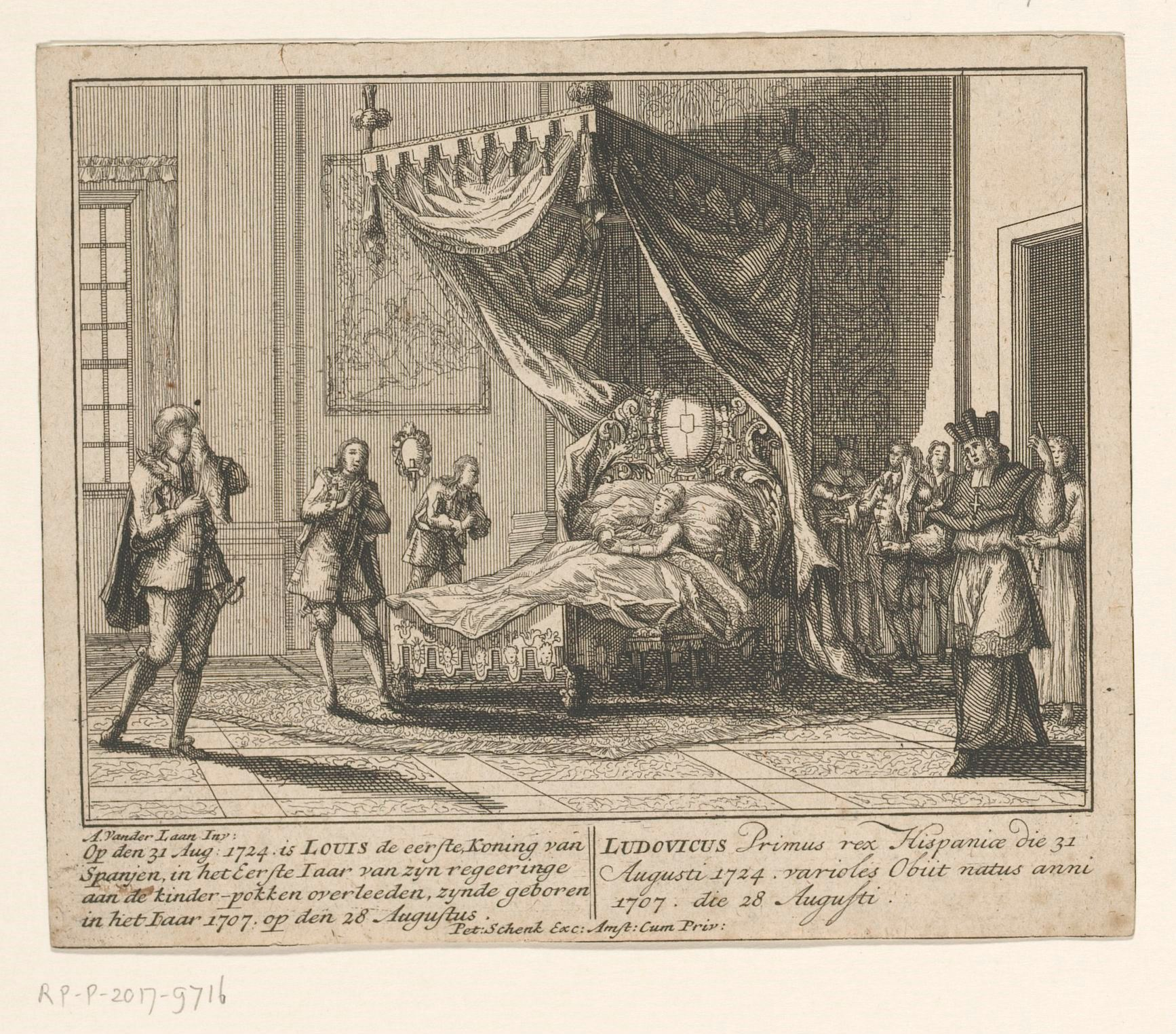
ルイス1世の天然痘による急死を描いた版画、1724年頃、アムステルダム国立美術館蔵